# Emanuel Andrássy
Emanuel Andrássy, maďarsky Andrássy Manó (3. března 1821 Košice – 23. dubna 1891 Gorice), byl uherský hrabě se šlechtickým přívlastkem de Csíkszentkirály et Krasznahorka; uherský politik, průmyslník, cestovatel a umělec.

## Život
Emanuel Andrássy se narodil jako nejstarší syn hraběte Károlyho Andrássyho a baronky Marianny Adelheid („Etelky“) Szapáry de Muraszombat. Kromě starší sestry Cornelie měl i bratry Gyulu a Aladára.
Po studiu na právnické univerzitě v Pešti začal cestovat nejen po západní Evropě, ale i po severní Africe. Byl aktivistou revoluce v roce 1848/1849, která měla v Uherském království podobu boje za nezávislost na vládě rakouských Habsburků. Po potlačení povstání byl v exilu; věnoval se exotickým cestám do Číny a Indie. Po rakousko-uherském vyrovnání dostal amnestii a mohl se vrátit do Uher.
Oženil se 29. ledna 1855 s Gabriellou Pálffy a z tohoto manželství vzešlo sedm dětí.
O život jej v roce 1891 připravila nezdařená operace krku.

## Politik
Po návratu se stal županem Turnianské župy, Gemersko-malohontské župy; později župy Zemplín. Působil jako poslanec Uherského sněmu (1847–1848 a 1881–1891).

## Průmyslník

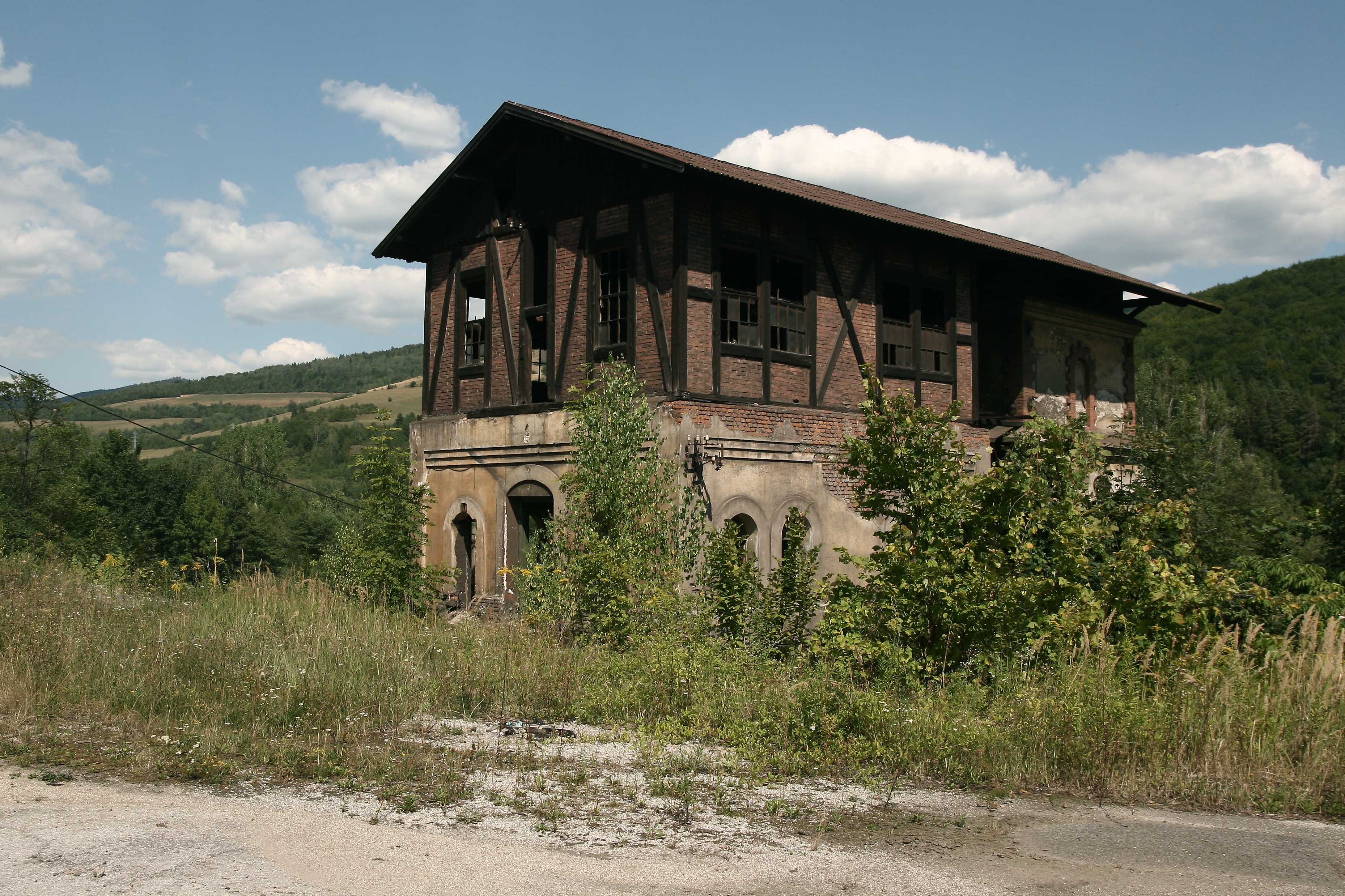
huť Etelka

V roce 1867 postavil ve městě Nižná Slaná železárny Hüttenwerke Etelka, které nesly jméno jeho matky. Huť měla dvě vysoké pece, zkujňovací výheň a hamr na tyčové železo. Další huť, kterou postavil v roce 1870 v obci Vlachovo, pojmenoval po svém otci Hütte Karl. Huť měla vysokou pec, hamr a dvě pražicí pece.
V roce 1871 spoluzaložil Erste österreichisch-ungarische Hochofengesellschaft (První rakousko-uherská vysokopecní společnost). V roce 1872 zahájila tato společnost výstavbu Sofiehütte (Žofinská huť) v Ostravě.
Pro tyto aktivity získal přezdívku Vasgróf (železný hrabě).

## Umělec
V umění byl samoukem, věnoval se malování a kresbě. Populární se staly jeho karikatury.

## Majitel
Kromě dolů a hutí byl Emanuel Andrássy majitelem zámku v Parchovanech a v obci Betliar, kde je umístěno muzeum rodu Andrássy.